# الحرارة (المفرق)
الحرارة منطقة سكنية تقع في لواء البادية الشمالية، محافظة المفرق في الأردن. تنتمي المنطقة لقضاء صبحا الذي يضم 7 مناطق. يقدر عدد سكانها بـ 175 نسمة حسب إحصاء 2015.

## الوصلات الخارجية
- دائرة الاحصاءات العامة